# Asesinato de Lauren Burk
Lauren Burk (Marietta, Georgia; 11 de agosto de 1989 - Auburn, Alabama; 4 de marzo de 2008) fue una joven estadounidense, estudiante de primer año de la Universidad de Auburn, que fue secuestrada a punta de pistola por Courtney Lockhart.Lockhart, veterano afroamericano del ejército estadounidense que había sido licenciado con deshonor. Tras robarla, obligó a la joven a desnudarse. La condujo durante unos 30 minutos mientras se lamentaba de su desempleo y sus desgracias. Cuando Burk intentó escapar, Lockhart le disparó en los pulmones. Burk, gravemente herida y desnuda salvo por un par de calcetines, fue abandonada en la carretera estatal 147 de Alabama. Fue declarada muerta en un hospital local.
El asesinato de Burk, que atrajo la atención nacional, formaba parte de una racha de crímenes violentos de varios meses de duración durante la cual Lockhart robó y agredió a varias mujeres. Estos episodios comenzaron en febrero de 2008, y terminaron con su detención después de este suceso. El juez Jacob Walker citó el historial delictivo de Lockhart cuando anuló la recomendación unánime del jurado de cadena perpetua y lo condenó a la pena capital, estando en el corredor de la muerte en el centro penitenciario de Holman.
Los padres de Burk presentaron una demanda contra la Universidad de Auburn argumentando que la decisión de fusionar el cuerpo de policía de la universidad con el de la ciudad de Auburn dio lugar a una seguridad inadecuada. La Junta de Ajustes de Alabama denegó la demanda en noviembre de 2014.

## Biografía
Lauren Ashley Burk nació en agosto de 1989, hija de James Burk y Viviane Guerchon. Se graduó en el instituto Walton y estudió en la Universidad de Auburn, donde fue miembro activo de la hermandad Delta Gamma y jugó al lacrosse. Estudiaba diseño gráfico y arte y aspiraba a dedicarse a la fotografía y el marketing. El cuerpo de Lauren Burk fue incinerado y trasladado a su casa de Marietta, en el condado de Cobb (Georgia).
La Universidad de Auburn creo una beca para estudiantes de primer año de diseño gráfico en su honor.

## Asesinato
La noche del martes 4 de marzo de 2008, Burk salió de la residencia de su novio y se dirigió a la biblioteca Ralph B. Draughon, donde pensaba estudiar con un amigo. Mientras tanto, Lockhart estaba en el campus de la Universidad de Auburn buscando gente a la que robar. Más tarde dijo a los investigadores que había pasado gran parte del día en el campus, marchándose cuando veía un coche patrulla y volviendo después.
Alrededor de las 20 horas, Lockhart vio a Burk cuando se dirigía a su Honda Civic negro de 2001. Se enfrentó a ella, le apuntó con un revólver Rohm RG y le ordenó que entrara en su coche. Burk retrocedió hasta su vehículo y se metió en el asiento delantero del pasajero, sentándose Lockhart en la posición del conductor. La joven le entregó 200 dólares en efectivo y le suplicó que se marchara.
Lockhart secuestró a Burk, conduciendo con una mano en el volante y la otra apuntándole con la pistola. Al salir del campus, Lockhart ordenó a Burk que se quitara la ropa. Burk, inicialmente vacilante, accedió a la petición de Lockhart y se desnudó. Lockhart afirmó más tarde que la obligó a desnudarse para que no hiciera "nada ni ninguna locura", y que "nunca pensó en tener relaciones sexuales con ella", Lockhart fue acusado más tarde de intento de violación, pero fue absuelto de los cargos en el juicio.
Lockhart condujo a Burk durante unos 30 minutos, pasando por bares, tiendas y restaurantes del centro. Se quejó a Burk de sus desgracias y del desempleo. Según la confesión de Lockhart, Burk intentó convencerle de que no cometiera el delito y le preguntó repetidamente si le dispararía. Mientras abandonaban el centro de la ciudad, Burk intentó razonar con su captor, ofreciéndole ayuda para encontrarle un trabajo. "Hablábamos de que mi vida estaba acabada y de que ella podía ayudarme a encontrar trabajo", dijo Lockhart a los investigadores. "Ella dice que conoce a alguien que puede conseguirme un trabajo. Yo le dije que ya tenía trabajo, que no lo necesitaba". Mientras Lockhart llevaba a Burk por la carretera 147 de Alabama, el amigo y novio de Burk la llamó para saber cómo estaba. Lockhart le permitió contestar al teléfono, pero le exigió que se inventara una historia para encubrir su crimen. Burk se vio obligada a afirmar que se había olvidado de la sesión de estudio prevista. Canceló la sesión y colgó bruscamente. Su novio dijo más tarde sobre la llamada: "En aquel momento, no pensé mucho en ello. Ahora que recuerdo la llamada, podría haberme dado cuenta de que pasaba algo".
Cuando Lockhart se frustró, Burk intentó escapar abriendo la puerta del pasajero y saltando del vehículo en marcha. Mientras escapaba, Lockhart le disparó. Lockhart afirma que el disparo fue involuntario, mientras que los fiscales sostienen que mató intencionadamente a Burk. Más tarde, en 2010, los miembros del jurado declararon a Lockhart culpable del asesinato intencionado de Burk. Burk recibió un disparo a corta distancia, con la boca del arma a unos centímetros de su espalda. La bala del calibre 38 entró por la parte posterior de su hombro izquierdo, le perforó ambos pulmones y salió por la parte superior del brazo derecho. Además de recibir el disparo, Burk resultó herida por la caída del vehículo.
Los testigos declararon haber oído dos disparos y a Burk desnuda saltando del vehículo. Lockhart huyó, dejando a Burk tirada en la carretera 147 de Alabama, entre Lee Road 72 y US 280. Burk, desnuda salvo por un par de calcetines, llorando y cubierta de rozaduras y abrasiones, se puso en pie a trompicones y pidió ayuda. Cuando los testigos regresaron para ayudar a Burk, vieron a Lockhart al ralentí en el vehículo robado antes de alejarse. Burk, tumbada de espaldas en medio de la carretera, "respiraba lenta y profundamente" y "jadeaba". Alguien llamó al 9-1-1 sobre las 21 horas. Los socorristas intentaron salvar a Burk y la trasladaron al East Alabama Medical Center. Llegó al hospital sobre las 21:35 horas. Más tarde fue declarada muerta. Según los médicos que la trataron, murió desangrada por la herida de bala.
Después de dejar a Burk en la carretera, Lockhart se detuvo en una gasolinera Chevron en North College Street. A las 21:17 horas utilizó su tarjeta de crédito robada para comprar gasolina por 14,65 dólares. Utilizó la gasolina para rociar el interior del coche de Burk y luego condujo hasta el aparcamiento de Hinton Field. Intentó prender fuego al coche para destruir pruebas, pero no lo consiguió. Luego se fue a buscar una bolsa de Burger King para usarla como iniciador del fuego. Lockhart se llevó 46 dólares, el iPod de Burk, su tarjeta de crédito y su pistola. Dejó la ropa de Burk, el resto del dinero y su cámara digital en el coche. Prendió fuego al coche y abandonó el campus en su vehículo. Más tarde regresó para comprobar el coche de Burk. Satisfecho con el incendio, Lockhart huyó hacia el norte por la interestatal 85 hasta Atlanta (Georgia), donde utilizó la tarjeta de crédito de Burk para comprar más gasolina. Volvió a utilizar la tarjeta en un Kroger de LaGrange, antes de tirarla por la ventana. Lockhart regresó entonces a Alabama.

## Proceso criminal

### Investigación y detención
Alrededor de las 21:30 horas del 4 de marzo, la policía respondió a una llamada sobre un coche en llamas en el campus de Auburn. El fuego se extinguió y los investigadores recuperaron una bala del calibre 38 bajo el asiento del conductor. La policía comprobó la matrícula del coche y descubrió que era propiedad del padre de Burk, James. Tras recibir una llamada de la policía, el padre de la joven comenzó a llamar a los amigos de su hija para localizarla. Luego condujo hasta Auburn, donde identificó finalmente el cuerpo de la chica.
El 7 de marzo, Lockhart fue detenido por Dale Richards, agente de policía de Phenix City, tras atravesar a gran velocidad una zona en obras en la autopista 80 de Alabama. Tras pedir información sobre Lockhart, el agente Richards se enteró de que los investigadores querían hablar con él. Richards pidió a Lockhart que saliera del vehículo, pero éste se resistió. Forcejeó con Richards y se dio a la fuga por Summerville Road, iniciándose una persecución policial. La persecución, en la que participaron cuatro agentes, alcanzó los 130 kilómetros por hora. Los agentes dijeron más tarde que Lockhart fue "temerario" y se salió de la carretera varias veces. Durante la persecución, Lockhart arrojó su pistola por la ventanilla.
A unos 800 metros de la escuela Glenwood, Lockhart detuvo bruscamente el vehículo y abrió la puerta. La moto del agente Richards (un agente en motocicleta) golpeó la puerta, haciendo que el agente saliera volando por encima del manillar y cayera a la carretera. Lockhart corrió hacia el bosque y los agentes le alcanzaron. Tras ordenarle varias veces que se tirara al suelo, Lockhart accedió y, tras esposarlo, los agentes se llevaron el iPod y el teléfono móvil de Burk. Más tarde, al registrar su coche, los agentes encontraron casquillos del 38 y una camiseta con manchas de sangre. Tras su detención, Lockhart confesó haber asesinado a Burk y haber cometido varios delitos más.

### Acusación y juicio
Lockhart fue acusado de asesinato durante la comisión de un robo, asesinato durante la comisión de un secuestro y asesinato durante la comisión de un intento de violación. Se declaró inocente por demencia. Antes del juicio, los abogados defensores de Lockhart presentaron una moción para que el juicio se trasladara del condado de Lee, debido a la atención mediática que había suscitado el caso, pero el juez Jacob Walker la denegó.
El juicio comenzó el 8 de noviembre de 2010. Los fiscales argumentaron que Lockhart secuestró e intentó violar a Burk y luego le disparó intencionadamente. Los fiscales también intentaron presentar pruebas sobre la baja deshonrosa de Lockhart del ejército y pruebas de sus otros delitos, pero el juez Walker no se lo permitió. Los abogados defensores de Lockhart argumentaron que su cliente padecía una enfermedad mental debido a su servicio militar y que el disparo a Burk fue accidental.
Tras seis horas y media de deliberaciones a lo largo de dos días, el jurado declaró a Lockhart culpable de robo, secuestro y asesinato y no determinó que Lockhart intentara violar a Burk ni que el asesinato fuera especialmente atroz y cruel. El jurado recomendó que fuera condenado a cadena perpetua, pero el juez Walker lo anuló. El 2 de marzo de 2011, fue condenado a muerte mediante inyección letal. Walker citó los antecedentes penales de Lockhart para imponerle la pena capital. 
El jurado desconocía la racha delictiva de Lockhart y su conducta negativa mientras estuvo en el ejército. Walker concluyó que "si el jurado hubiera sido consciente de los hechos adicionales conocidos por el Tribunal, su recomendación de sentencia probablemente habría sido diferente". Walker también argumentó que el secuestro de Burk por Lockhart pesaba a favor de una sentencia de muerte. "[La víctima] estaba sola, desarmada, y fue elegida por Lockhart al azar. El secuestro es aún más atroz porque fue sacada de un campus universitario, un lugar donde los estudiantes deberían sentirse seguros, y obligada a entrar en su propio coche. Lockhart la obligó a desnudarse y la retuvo a punta de pistola para impedir que escapara".

### Después de la condena
Tras su condena y sentencia de muerte, Lockhart apeló ante el Tribunal de Apelaciones Penales de Alabama. El Tribunal confirmó su condena y pena de muerte en agosto de 2013. En un auto de 196 páginas, el Tribunal declaró: "El expediente refleja que la sentencia de Lockhart no fue impuesta bajo la influencia de la pasión, el prejuicio o cualquier otro factor arbitrario. Determinamos que la sentencia de Lockhart no es desproporcionada ni excesiva con respecto a la pena impuesta en casos similares". En abril de 2014, el Tribunal de Apelaciones Penales de Alabama denegó la petición de Lockhart de una nueva audiencia. Lockhart apeló entonces ante el Tribunal Supremo de Alabama. El Tribunal denegó su petición en septiembre de 2014. En enero de 2015, Lockhart apeló ante el Tribunal Supremo de los Estados Unidos. El Tribunal Supremo denegó su petición en abril.
En septiembre de 2015, Lockhart presentó una petición al amparo de la Regla 32 impugnando su condena y pena de muerte. Posteriormente, presentó una petición enmendada en mayo de 2016. En octubre de 2017, añadió alegaciones a varias reclamaciones formuladas en la petición enmendada. Las audiencias relativas a la petición se celebraron en diciembre de 2018 y febrero de 2019. Los abogados defensores de Lockhart, que lo representaron a través de la Equal Justice Initiative, argumentaron que los abogados que lo representaron en el juicio manejaron mal el caso y no presentaron pruebas sobre su trauma y cómo influyó en el tiroteo.
Los abogados defensores también quieren que un experto vuelva a analizar el arma utilizada para disparar a Burk, alegando que los anteriores abogados de Lockhart no descubrieron ni presentaron adecuadamente las pruebas que demostraban que podría haberse disparado accidentalmente. Los fiscales de la División de Litigios Capitales del Fiscal General de Alabama argumentaron que no había nada que causara dudas sobre las pruebas realizadas por los expertos del estado. El 3 de abril de 2020, el juez Walker denegó la solicitud de Lockhart de alivio de su condena y sentencia de muerte. Lockhart apeló la denegación de su petición de alivio posterior a la condena presentada de conformidad con la Regla 32. En abril de 2021, el Tribunal de Apelaciones Penales de Alabama mantuvo su condena a muerte por asesinato.

## Courtney Lockhart
Courtney Larrell Lockhart (nacido el 20 de octubre de 1984) es un preso condenado a muerte en el centro penitenciario de Holman, en el condado de Escambia (Alabama). En 2003 se alistó en las Fuerzas Armadas estadounidenses y en 2004 fue destinado a Corea del Sur e Irak. Fue encarcelado por fumar marihuana y agredir y amenazar a otros soldados en 2006. También se ausentó sin permiso y agredió a un oficial. Pasó siete meses recluido y fue licenciado con deshonor en diciembre de ese último año. Según un psicólogo de la defensa, a Lockhart no se le diagnosticó trastorno de estrés postraumático, pero sí algunos síntomas de TEPT debido a su exposición al combate. El psicólogo también declaró que tenía un coeficiente intelectual de 86 y que era inmaduro y tenía poco juicio.
El asesinato de Burk formó parte de la racha de crímenes violentos de Lockhart. A partir de febrero de 2008, Lockhart cometió una serie de atracos a mano armada y robos de coches en Alabama y Georgia. Los crímenes de Lockhart incluían los mismos métodos, excepto el robo de una tienda. Elegía a una mujer como víctima y la abordaba por la espalda cuando entraba en su vehículo en un aparcamiento. Luego la amenazaba con una pistola, le exigía su bolso y/o intentaba huir en su vehículo. Entre los delitos cometidos por Lockhart se incluían:
- Atracó una tienda y disparó al dependiente.[34]
- El 5 de marzo, robó a una mujer en el aparcamiento de una residencia de ancianos de LaGrange (Georgia).[2]
- El 6 de marzo, atracó a una mujer de 27 años en el aparcamiento de un Sam's Club de Columbus (Georgia). Obligó a una mujer a darle su bolso apuntando con una pistola a la cabeza de su hijo de tres años.[2][10][11][35]
- El 7 de marzo, atacó a una mujer de 72 años en el aparcamiento de un Walmart de Newnan (Georgia). La golpeó en la nuca, le apuntó a la cabeza con una pistola y la empujó contra el suelo del coche. Comenzó a dar marcha atrás para salir del aparcamiento, pero se dio cuenta de que le seguía un testigo. Entonces regresó a su vehículo y huyó.[10][11]

## Hechos posteriores
Tras el asesinato de Burk, su familia presentó una demanda contra la Universidad de Auburn, presionándola para que restableciera un cuerpo de policía en el campus. Los Burk alegaban que la decisión de la universidad de fusionar su cuerpo de policía con el de la ciudad había dado lugar a una seguridad inadecuada. Pedían un millón de dólares. La Junta de Ajustes de Alabama denegó la reclamación en noviembre de 2014.
Los padres de Burk han sido firmes partidarios de la condena a muerte de Lockhart. El padre de la joven dijo en unaa audiencia en 2019: "Mantenemos nuestro deseo de la pena de muerte". Lauren sí obtuvo la pena de muerte sin una audiencia, y haremos todo lo que sea necesario para continuar con este proceso. Aunque llegue al Tribunal Supremo, la familia Burk nunca se rendirá".